# Medumu pagasts
Medumu pagasts er en territorial enhed i Daugavpils novads i Letland. Pagasten havde 1.036 indbyggere i 2010 og omfatter et areal på 116,60 kvadratkilometer. Hovedbyen i pagasten er Medumi.